# کگشکا، کبک

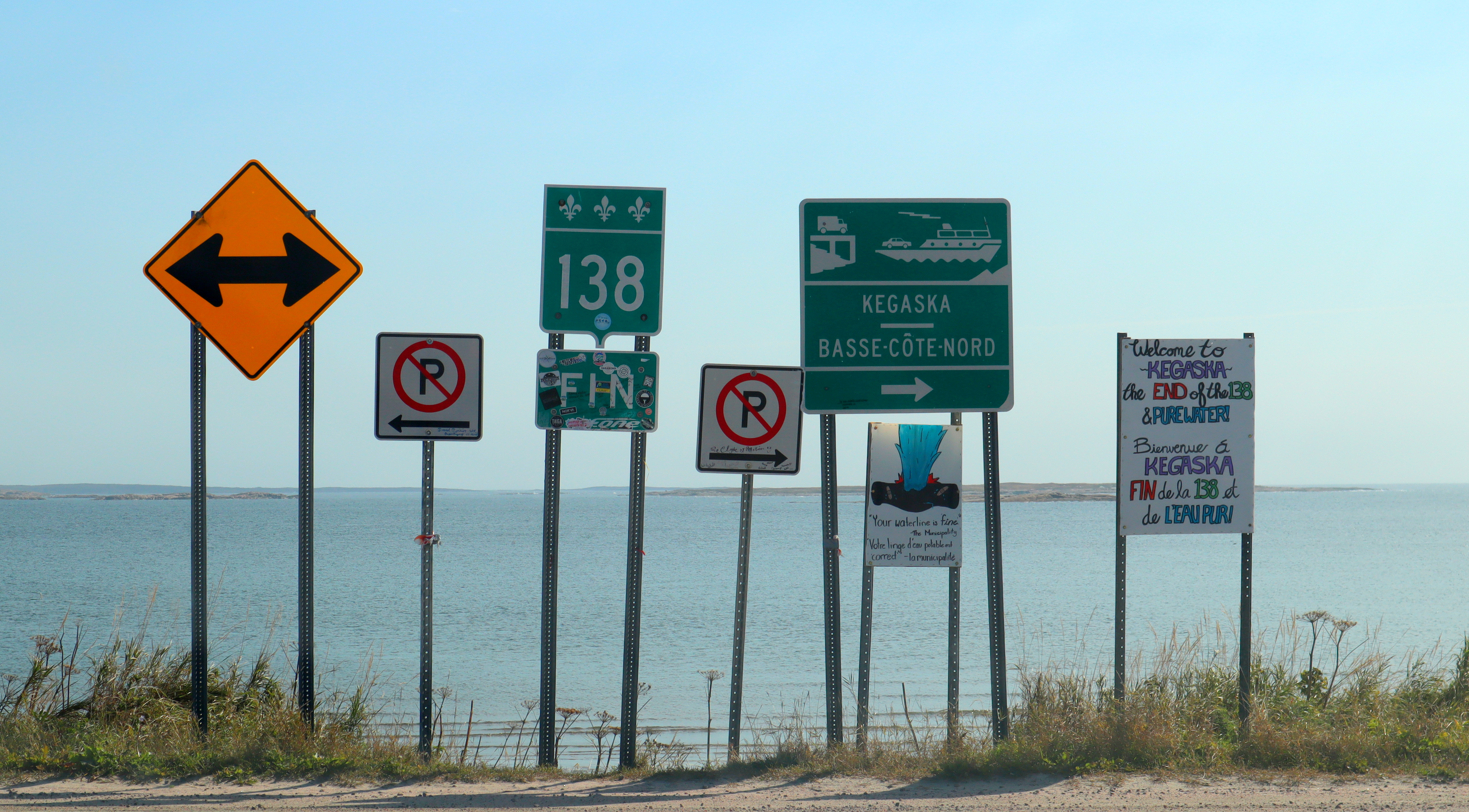
کگشکا، کبک

کگشکا، کبک (به انگلیسی: Kegashka, Quebec) یک منطقهٔ مسکونی در کانادا است که در کوت-نورد-دو-گولف-دو-سن-لوران، کبک واقع شده‌است. کگشکا ۱۳۸ نفر جمعیت دارد.